# Skarżysko-Kamienna

Stemă

Skarżysko-Kamienna este un oraș în Polonia.